# Lytocarpia armata
Lytocarpia armata är en nässeldjursart som först beskrevs av V.S. Bale 1914.  Lytocarpia armata ingår i släktet Lytocarpia och familjen Aglaopheniidae. Inga underarter finns listade i Catalogue of Life.